# Monitors
Monitors è un film del 1985 diretto da Piero Panza.  
Il film, girato in 16mm, è inedito in Italia.
Lungometraggio incentrato sul tema delle dipendenze dalle tecnologie e sul senso di sdoppiamento.

## Produzione
Realizzato con il contributo del Ministero del Turismo e dello Spettacolo.